# Gary Herbert
Gary Herbert, właśc. Gary Richard Herbert (ur. 7 maja 1947 w American Fork, Utah) – amerykański polityk, gubernator Utah w latach 2009–2021, członek Partii Republikańskiej.